# Dhaka
Dhaka ([ˈdaka], bengalisch ঢাকা Ḍhākā [ˈɖʱaka]; bis 1983 anglisiert Dacca und davon abgeleitet Dakka) ist die Hauptstadt Bangladeschs und mit 10,3 Mio. Einwohnern in der eigentlichen Stadt (Stand: 2022) und 23,9 Mio. in der Agglomeration (Stand: 2025) die größte Stadt des Landes, vor Chittagong und Khulna. Sie ist auch die Hauptstadt der gleichnamigen Division (Verwaltungseinheit). Dhaka hat im Schnitt mindestens 34.000 Einwohner pro Quadratkilometer und gilt damit als die am dichtesten bevölkerte Stadt der Welt.
Dhaka liegt an einem Seitenarm des Flusses Dhaleshwari im Herzen der größten Jute-Anbauregion der Welt. Das umliegende Gebiet wird von starken Monsun-Überschwemmungen heimgesucht. Der Stadtteil Hāzāribāgh wurde 2013 aufgrund der Abwässer von rund 250 Gerbereien von der Umweltorganisation Blacksmith Institute zu einem der am stärksten verseuchten Orte der Welt gewählt.

## Geographie
Dhaka liegt am Fluss Buriganga. Die Stadt liegt nur etwa sechs Meter über dem Meeresspiegel. Es herrscht Subtropisches Klima; während des Monsuns von Mai bis September können die stürmischen Regenschauer zum Zusammenbruch der Kanalisation führen und Überschwemmungen großen Ausmaßes verursachen. So standen im Sommer 2004 nach gewaltigen Monsunregenfällen 40 Prozent Dhakas unter Wasser.

## Geschichte

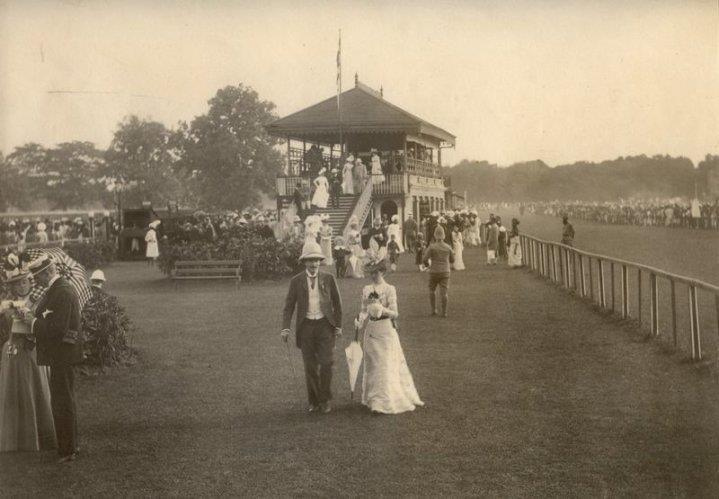
Das Pferderennen „Derby“ fand im Jahr 1890 in Dhaka statt.

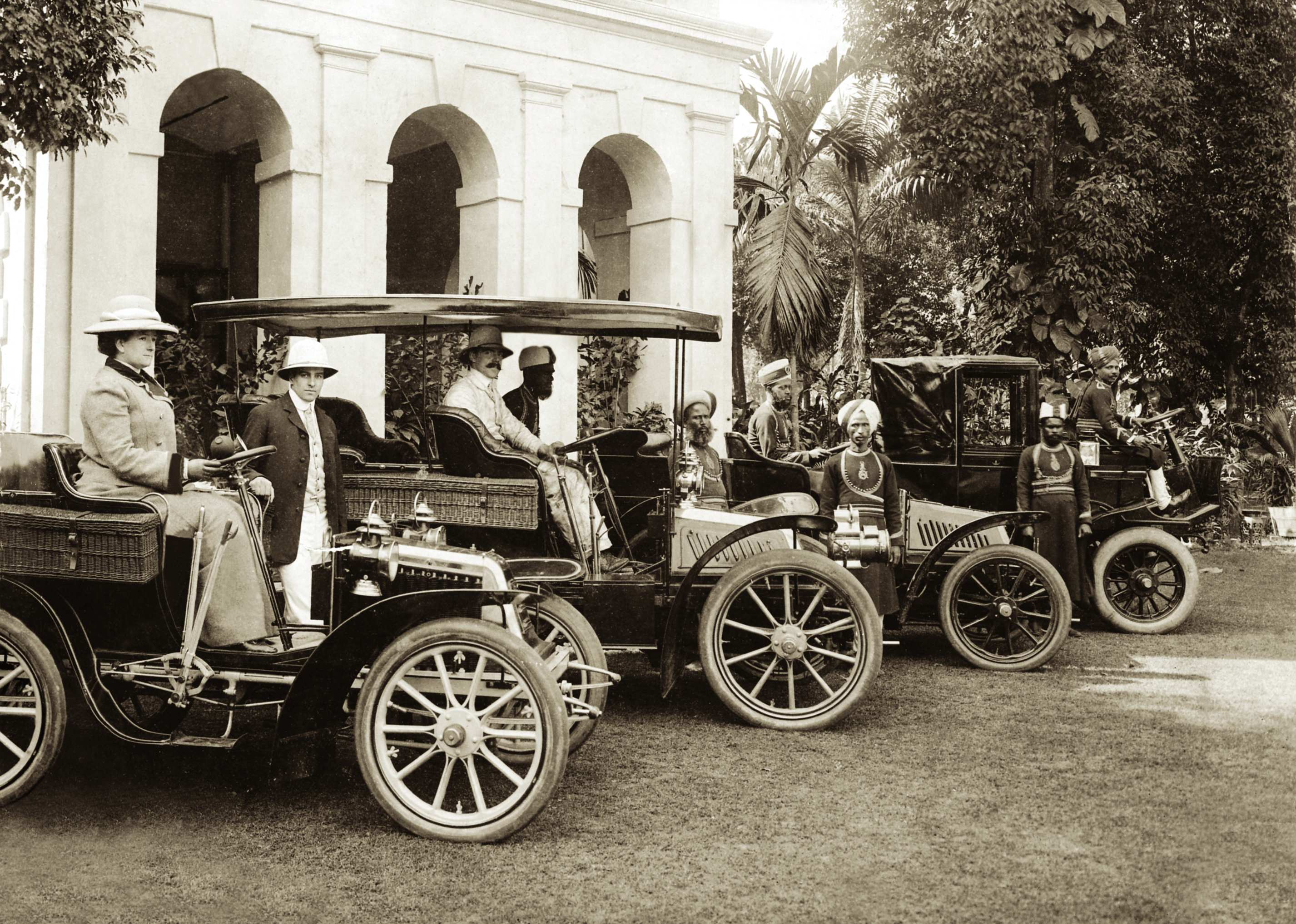
Lord Curzon (links stehend) mit frühen Automobilen im Stadtviertel Shahbag im Jahr 1904

Dhakas Geschichte reicht zurück bis ins Jahr 1000, aber berühmt wurde es als Hauptstadt Bengalens. Die Stadt fiel 1765 unter britische Herrschaft und war zur Zeit der Selbstständigkeit Bengalens zeitweise Regierungssitz. Die Bevölkerungszahl Dhakas fiel von etwa 150.000 im Jahr 1757 auf 30–40.000 im Jahr 1840. Hatten die Exporte über den Ort 1787 noch 3 Mio. Rupien betragen, waren sie bis 1817 praktisch null. Zur gleichen Zeit stieg die Bedeutung des relativ nahe gelegenen Kolkata. Die Ursache dafür lag in der De-Industrialisierung Bengalens (und später ganz Indiens) aufgrund der britischen Handelspolitik, die im Mutterland maschinell hergestellte Waren durch die Abschaffung von Zöllen massiv begünstigte. Dadurch wurde vielen indischen Handwerkern die Lebensgrundlage entzogen. Die mittellos gewordenen Arbeiter kehrten aufs Land zurück.
Am 6. August 1874 wurde der Grundstein zu einem großen Wasserwerk gelegt. Europäer hatten Jutereinigungsmaschinen errichtet und man erhoffte sich von dem seit 1874 wachsenden Interesse der einheimischen Bevölkerung für mechanische Spinnereien und Webereien eine Wiederbelebung der stark zurückgegangenen Weberei, welcher bisher die englischen Kalikos erfolgreiche Konkurrenz machten. Bei der bequemen, durch Dampfer vermittelten Wasserverbindung mit dem Meer vermutete man für den Bezirk eine gute Zukunft; die Eisenbahn endet seit dem 1. Januar 1871 an seiner Westgrenze, bei Goalundo am Ganges.
Die Stadt hatte im Jahr 1881 79.076 Einwohner. Die Bevölkerung setzte sich zu dieser Zeit zu fast gleichen Teilen aus Hindus und Muslimen zusammen. Sie war damals auch ein bedeutender Handelsplatz für Reis aus dem Delta, Indigo und Hölzer aus Tippera und Tee aus Assam sowie, unter der englischen Verwaltung, Sitz vieler Behörden und Schulen. Eine Besonderheit war das hier angelegte Elefantendepot.
Im Jahr 1905 erfolgte die administrative Aufteilung Bengalens. Dhaka wurde zum Verwaltungssitz der neu gebildeten Provinz Ostbengalen und Assam erhoben. Aufgrund von Protesten musste dies jedoch 1912 teilweise wieder rückgängig gemacht werden und die Stadt verlor ihren Status als Provinzhauptstadt wieder an Kolkata.
Nach der Teilung Indiens und Bengalens im Jahr 1947 wurde Dhaka zur Hauptstadt des Pakistan zugehörigen Ostbengalens. 1970 wurde die Stadt von dem schweren Bhola-Zyklon getroffen, der kurz darauf zum Auslöser des Bangladesch-Krieges zwischen Ost- und Westpakistan wurde. Als Folge der aus dem Krieg resultierenden Unabhängigkeit von Bangladesch wurde die Stadt zur Hauptstadt des neuen Staates. Am 5. Oktober 1982 wurde die Änderung der Schreibweise von Dacca in Dhaka bekanntgegeben und am 19. Januar 1983 rechtskräftig.

## Einwohnerentwicklung

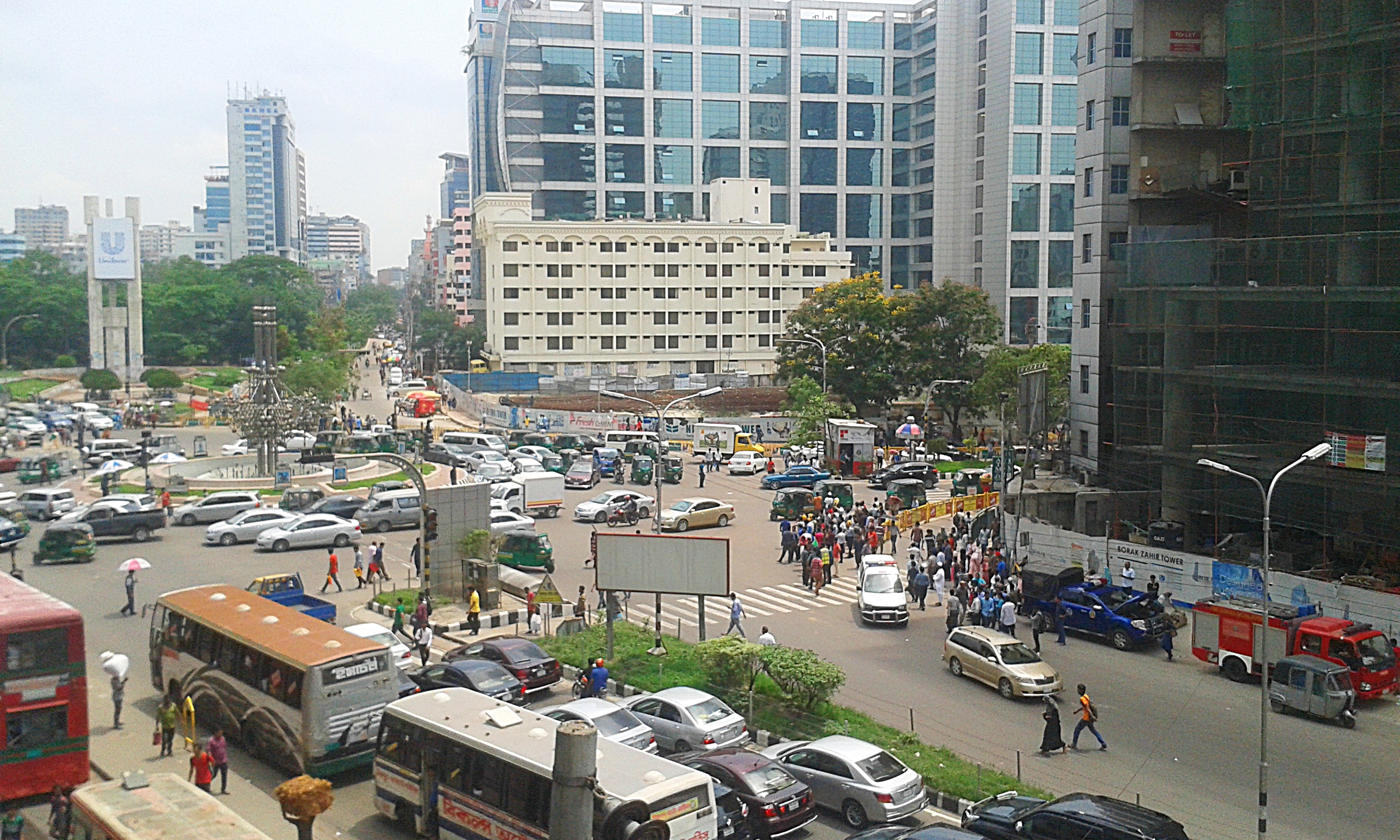
Die Einkaufsstraße Kawran Bazar, eine der meistbesuchten Einkaufsmeilen in Dhaka.

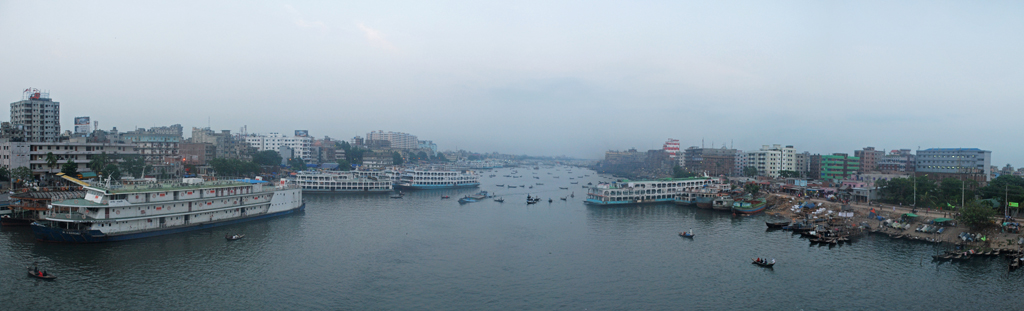
Sadarghat, einer der Haupthäfen.

Dhaka ist weltweit die neuntgrößte urbane Agglomeration. Derzeit (2021) wird die Einwohnerzahl auf 19,5 Millionen Einwohner geschätzt. Seit den 1960er Jahren erlebt die Stadt, vor allem durch Zuzug vom Land, ein ungebremstes Wachstum. 30 bis 40 Prozent der Einwohner leben in Elendsvierteln. Mit rund 400 Euro liegt in der Hauptstadt das jährliche Durchschnittseinkommen pro Kopf über dem im Rest des Landes. In einer Rangliste der Städte nach ihrer Lebensqualität belegte Dhaka im Jahre 2018 den 216. Platz unter 231 untersuchten Städten weltweit.
Folgen des schnellen Wachstums: Die Infrastruktur kann mit dem schnellen Wachstum der Stadt nicht mithalten. Die Stadt ist von Verkehr total überlastet. Die Luftverschmutzung ist enorm. Es kommt immer wieder zu Ausfällen der Strom- und Wasserversorgung, da städtische Gesamtpläne (von 1959 und 1997) nur halbherzig umgesetzt wurden. Im Sommer führt der Monsun immer wieder zu großen Überschwemmungen, das städtische Leben kommt zum Erliegen.
Für 2050 wird mit einer Bevölkerung von 36 bis 44 Millionen Menschen gerechnet.
| Jahr | Einwohner in Millionen: |
| ---- | ----------------------- |
| 1950 | 0,41                    |
| 1960 | 0,69                    |
| 1970 | 1,47                    |
| 1980 | 3,25                    |
| 1990 | 6,52                    |
| 2000 | 10,15                   |
| 2005 | 12,43                   |
| 2010 | 14,62 (geschätzt)       |
| 2021 | 19,5 (geschätzt)        |

## Wirtschaft
Dhaka ist das industrielle, wirtschaftliche und administrative Zentrum von Bangladesch und ein Handelszentrum für Jute, Ölsaaten, Zucker und Tee. Die wichtigsten Erzeugnisse sind Textilien und Jute-Produkte. Vor allem Textilien gehören zu den Exporten (75 %), aber auch Leder. Aus dem landwirtschaftlichen Bereich kommen noch (Roh)Jute, Tee und Tabak dazu. Außerdem werden oftmals Garnelen und auch Fisch in andere Länder exportiert. Der Exportwert betrug 2000/2001 6.500 Millionen $ (Steigerung von 12,4 %). Die Hauptexportpartner sind die USA (32 %), Deutschland (11 %), Großbritannien (8 %) und Frankreich (5 %).
In der Stadt befindet sich auch die Dhaka Stock Exchange.

## Bildung

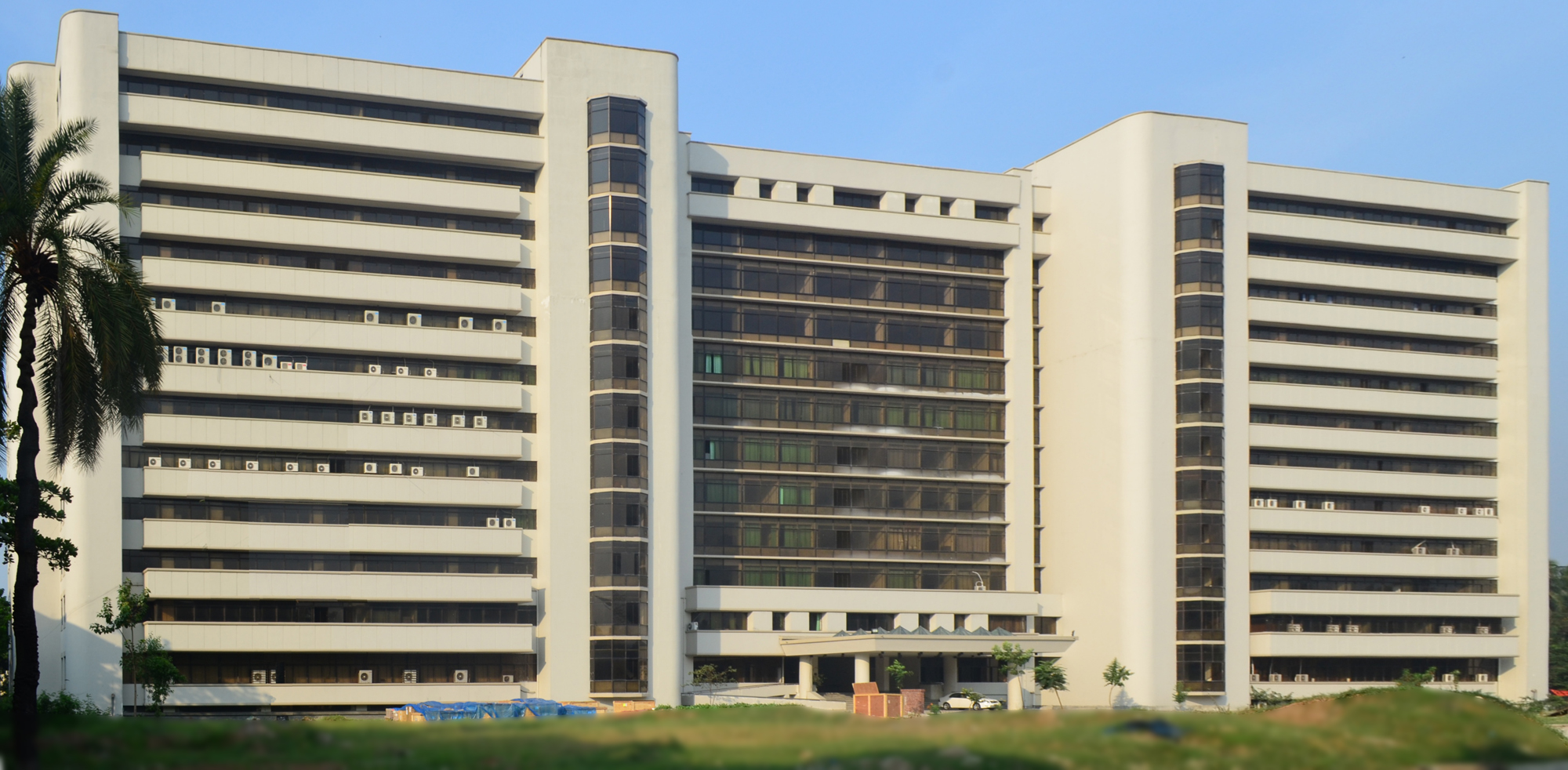
Fakultät für Elektrotechnik und Informationstechnik, Bangladesh University of Engineering and Technology

Einige Universitäten wie zum Beispiel die University of Dhaka, das BUET oder das Dhaka Medical College and Hospital und weitere Bildungseinrichtungen wie das Bangabandhu Sheikh Mujibur Rahman Novo Theatre sowie Agrarforschungsinstitute sind in der Stadt angesiedelt. Dhaka ist darüber hinaus auch Sitz der Asiatic Society of Bangladesh.

## Verkehr und Infrastruktur

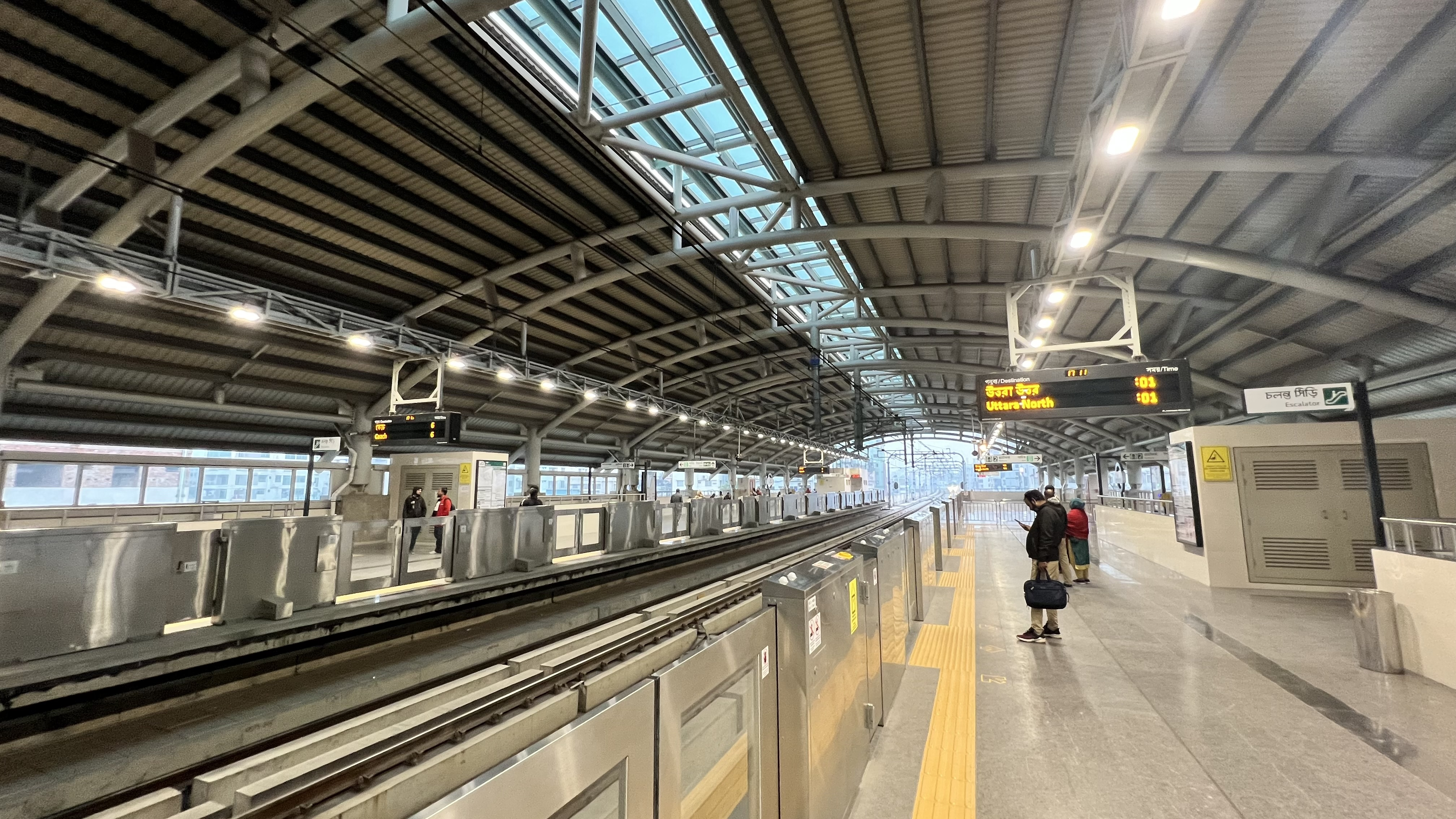
Haltestelle: Uttara Nord, Dhaka MRT Linie 6

Im Norden Dhakas befindet sich der internationale Flughafen Dhaka. Dhaka verfügt über mehrere Häfen mit Zugang zum Golf von Bengalen, einem Randmeer des Indischen Ozeans.
Der Straßenverkehr in Dhaka gilt vor allem im Zentrum als chaotisch und ist durch häufige Staus geprägt. Die Orientierung ist dadurch erschwert, dass Hauptstraßen nach den Gebieten benannt sind, durch die sie führen, und nicht ihre offiziellen Namen tragen. Seitenstraßen und Gassen haben häufig dieselben Namen wie die Hauptstraßen in der Nähe. Rikschafahrer gehören nach wie vor zum Straßenbild.
Dhaka besitzt seit dem 28. Dezember 2022 ein oberirdisches U-Bahn-Netz namens Dhaka Metro Rail. Es wird von Japan kofinanziert und soll im Endausbau aus fünf Linien bestehen. Die Eröffnung der ersten 12 Kilometer langen Linie erfolgte am 28. Dezember 2022.
Auch wenn die Situation in Dhaka besser ist als im Rest des Landes, sind auch dort viele der Gebäude marode. Regelmäßig kommt es zu Gebäudeeinstürzen oder -bränden.
Einige der todesreichsten menschengemachten Unglücke seit der Unabhängigkeit Bangladeschs passierten im Stadtgebiet Dhakas bzw. in der Metropolregion:
- der schwerste Gebäudeeinsturz: 2013 kam es wegen Baumängeln zum Einsturz der Rana-Plaza-Textilfabrik nahe Dhaka mit mindestens 1135 Toten.
- das schwerste Schiffsunglück: 1986 sank die überfüllte Fähre MV Shamia im Fluss Meghna nahe Dhaka, wobei etwa 500–600 Menschen ums Leben kamen.
- die beiden schwersten Flugzeugabstürze: 1984 stürzte ein Passagierflugzeug bei der Landung auf dem Flughafen Dhaka ab, wobei alle 49 Insassen starben. 2025 stürzte ein Militärjet des chinesischen Typs Chengdu F-7 bei einem Übungsflug kurz nach dem Start in Dhaka auf eine Schule, wobei mindestens 32 Menschen getötet und 165 verletzt wurden, größtenteils Schulkinder.

- Ein schwerer Busunfall auf der Ausfallstraße zum Flughafen führte 2018 zu landesweiten Protesten für bessere Verkehrskontrollen und bessere Verkehrsregeln.

## Religion

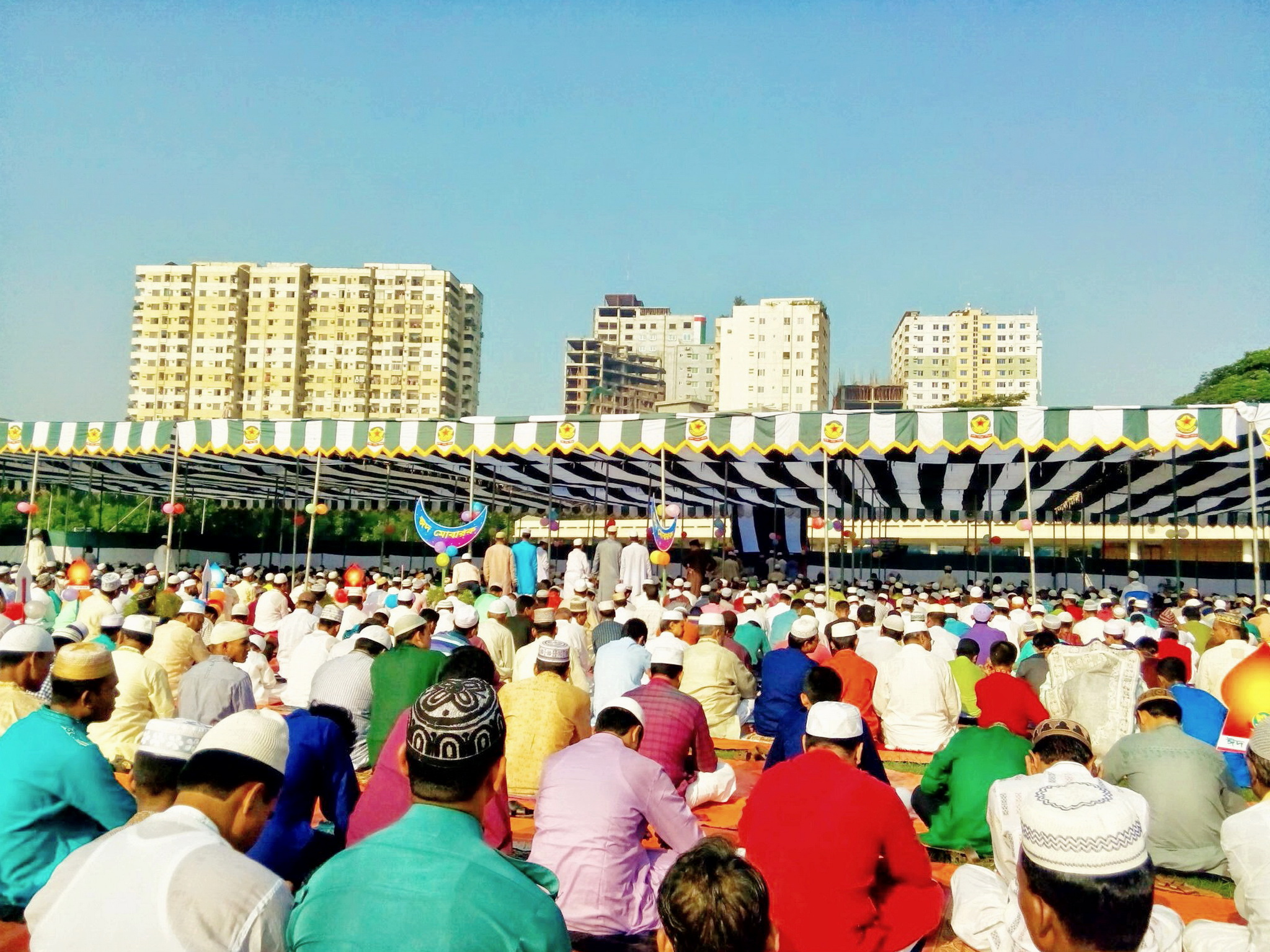
Islamisches Opferfest

Die Bevölkerung Dhakas ist relativ homogen. Der Großteil gehört dem Islam an, die meisten von ihnen sind Sunniten. Es gibt eine hinduistische Minderheit von knapp 10 Prozent und eine geringe Anzahl von Buddhisten und Christen.

## Sehenswürdigkeiten

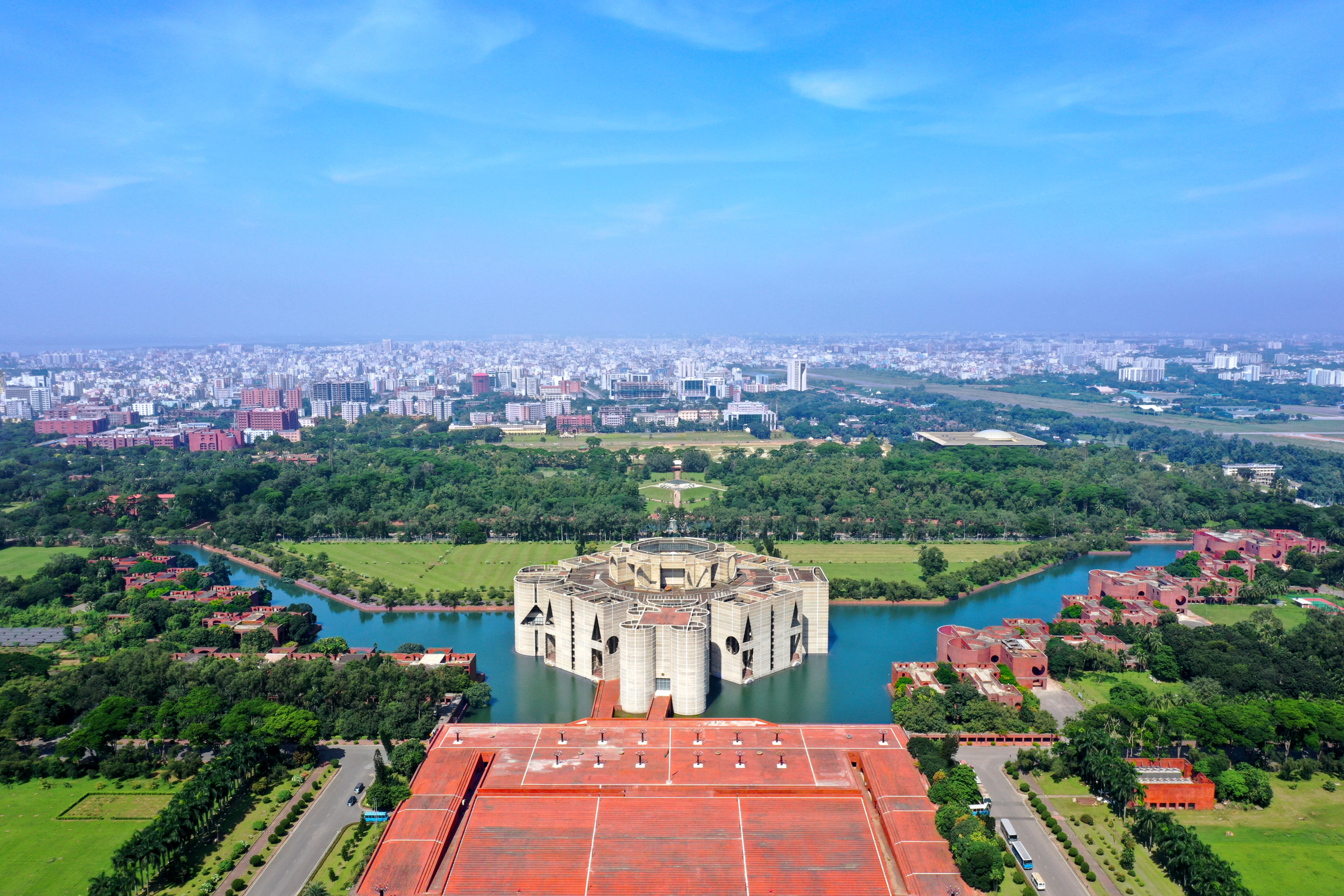
Luftbild des Nationalparlaments von Bangladesch, Jatiya Sangsad Bhaban in Dhaka.

- Dhakeshwari-Tempel: der „Tempel der verborgenen Göttin“, von dem die Stadt möglicherweise ihren Namen hat
- Bara-Katra-Palast
- Lalbag-Fort: die Festung „Roter Garten“ stammt aus der Mogulzeit
- Jatiya Sangsad Bhaban: Haus der Nationalversammlung, entworfen von dem US-amerikanischen Architekten Louis Kahn, gilt als eines der größten Parlamentsgebäude der Welt
- Bangabhaban, die Residenz des Präsidenten, ein Gebäude aus der britischen Kolonialzeit
- Ahsan Manzil: „Rosa Palast“, einst Residenz, heute Museum
- Bait ul-Mokarram: Bangladeschs Nationalmoschee im Zentrum von Dhaka
- National Stadium: Nationalstadion (meist für Cricket)
- Shaheed Minar, nationales Märtyrerdenkmal

## Söhne und Töchter der Stadt
- Khawaja Nazimuddin (1894–1964), Politiker
- Bimal Roy (1909–1966), indischer Filmregisseur, Produzent und Kameramann
- Ritwik Ghatak (1925–1976), indischer Filmregisseur
- Mahasweta Devi (1926–2016), indische Schriftstellerin
- Hasna Begum (1935–2020), Philosophin, Feministin und Professorin an der University of Dhaka
- Kumar Bhattacharyya, Baron Bhattacharyya (1940–2019), britischer Politiker, Regierungsberater und Ingenieur
- Partha Dasgupta (* 1942), Wirtschaftswissenschaftler
- Rosy Afsari (1946/47–2007), bengalische Schauspielerin
- Badrul Amin Bhuiya (* 1949), Entomologe, Parasitologe und Hochschullehrer
- Irene Khan (* 1956), siebte internationale Generalsekretärin von Amnesty International (ai)
- Dipu Moni (* 1965), Politikerin und Außenministerin
- Monica Ali (* 1967), britische Schriftstellerin
- Shaheen Dill-Riaz (* 1969), deutsch-bangladeschischer Journalist, Kameramann, Autor und Regisseur
- Marina Tabassum (* 1969), Architektin
- Siddikur Rahman (* 1984), Golfer
- Mohammed Emdadul Haque Milon (* 1993), Bogenschütze
- Lata Mondal (* 1993), Cricketspielerin
- Taskin Ahmed (* 1995), Cricketspieler

## Städtepartnerschaften
Dhaka pflegt Partnerschaften mit folgenden Städten:
- Karatschi, Pakistan[13]
- Kolkata, Indien[14]

## Klimatabelle
|                       | Jan  | Feb  | Mär  | Apr  | Mai  | Jun  | Jul  | Aug  | Sep  | Okt  | Nov  | Dez  |   |      |
| Mittl. Tagesmax. (°C) | 25,4 | 28,1 | 32,4 | 33,8 | 32,9 | 32,2 | 31,4 | 31,6 | 31,8 | 31,6 | 29,6 | 26,4 | ⌀ | 30,6 |
| Mittl. Tagesmin. (°C) | 12,7 | 15,5 | 20,3 | 23,6 | 24,5 | 26,1 | 26,2 | 26,3 | 25,9 | 23,8 | 19,2 | 14,3 | ⌀ | 21,6 |
|                       |      |      |      |      |      |      |      |      |      |      |      |      |   |      |
| Niederschlag (mm)     | 7    | 25   | 63   | 154  | 341  | 337  | 373  | 316  | 314  | 175  | 34   | 15   | Σ | 2154 |
|                       |      |      |      |      |      |      |      |      |      |      |      |      |   |      |
| Sonnenstunden (h/d)   | 7,1  | 8,0  | 8,3  | 7,9  | 7,1  | 4,7  | 4,2  | 4,5  | 5,1  | 7,4  | 7,9  | 7,8  | ⌀ | 6,7  |
|                       |      |      |      |      |      |      |      |      |      |      |      |      |   |      |
| Luftfeuchtigkeit (%)  | 66   | 60   | 61   | 67   | 75   | 81   | 84   | 84   | 82   | 76   | 71   | 70   | ⌀ | 73,2 |

| 12,7 |

| 15,5 |

| 20,3 |

| 23,6 |

| 24,5 |

| 26,1 |

| 26,2 |

| 26,3 |

| 25,9 |

| 23,8 |

| 19,2 |

| 14,3 |

| 12,7 |

| 15,5 |

| 20,3 |

| 23,6 |

| 24,5 |

| 26,1 |

| 26,2 |

| 26,3 |

| 25,9 |

| 23,8 |

| 19,2 |

| 14,3 |

## Sport
In Dhaka befinden sich mit dem National Stadium und dem Sher-e-Bangla National Cricket Stadium zwei Test-Cricket-Stadien. In der Stadt bestreitet die bangladeschische Cricket-Nationalmannschaft Heimspiele gegen andere Nationalmannschaften. Im National Stadium, Dhaka fanden unter anderem Spiele bei der ICC KnockOut 1998 statt und die Eröffnungsfeier des Cricket World Cup 2011, jedoch keine Partien. Seitdem wird es nicht mehr für Cricket verwendet und wurde durch das Sher-e-Bangla National Cricket Stadium ersetzt. Hier wurden unter anderen Partien beim Cricket World Cup 2011, der  ICC World Twenty20 2014 und der parallelen ICC Women’s World Twenty20 2014 ausgetragen.